# 새뮤얼 언쇼
새뮤얼 언쇼(영어: Samuel Earnshaw, 1805년 2월 1일, 요크셔 주 셰필드 ~ 1888년 12월 6일, 셰필드, 요크셔)는 영국의 성직자이자 수학자, 물리학자로, 이론 물리학, 특히 "언쇼의 정리"에 대한 공헌으로 유명하다.
셰필드에서 태어나 케임브리지 세인트 존스 칼리지에 입학하여 1831년 최우등 학생에 해당하는 시니어 랭글러로서 스미스 상을 수상하면서 졸업했다.
1831년부터 1847년까지 언쇼는 캠브리지에서 학사자격 시험인 트라이포스(tripos) 강사로 일했고 1846년에는 케임브리지의 세인트 마이클 교구 교회에 임명되었다. 한동안 그는 찰스 시미언(Charles Simeon) 목사의 큐레이터로 활동했다. 1847년에 그의 건강이 악화되어 셰필드로 귀향하여 목사 겸 교사로 일하였다.
언쇼는 몇편의 수학 및 물리학 논문과 서적을 출판했다. 그의 가장 유명한 공헌인 "언쇼 정리"에 의하면 영구자석에 의한 안정된 공중부양은 불가능하다. 기타의 주제로 물리학의 광학, 파동, 역학 및 음향학, 미적분학, 삼각법 및 수학의 편미분 방정식이 포함되어 있다. 성직자로서도 여러 설교와 논문을 발표했다.